# 皆神神社
皆神神社（みなかみじんじゃ）は、長野県長野市松代町豊栄の皆神山にある神社である。

## 歴史
718年（養老2年）に創建。皆神山の山頂に位置し、熊野出速雄神社を本社とし、侍従神社や末社を含めて皆神神社と総称している。
1335年（建武2年）神官家を世襲して来た関屋氏が船山守護所の襲撃に加担したが撃退されて多くの戦死者を出して逃亡四散した。以後玉依姫神社の神主小河原氏が祭祀を担う。
本殿は1389年（康応元年）に再建され、1994年（平成6年）8月15日に長野県の文化財に指定された。

## 祭神
- 出速雄命
- 伊邪那岐尊
- 伊邪那美尊
- 速玉男命
- 予母都事解之男命

## 境内社
- 侍従神社
祭神の侍従大は内山城主である内山満久の三男・三郎満顕のことで、内山氏滅亡の際に皆神山に入山し、大日寺和合院宥賢と称した。後に侍従天狗坊と名乗り、1556年（弘治2年）に侍従坊大天狗明王を祀った[2]。
- 富士浅間神社
- 天満宮
- 弁天社

## 文化財
長野県指定文化財（県宝）
- 熊野出速雄神社本殿 - 1994年（平成6年）8月15日に指定。

長野市指定文化財
- 木造阿弥陀如来坐像・木造弥勒菩薩坐像 - 1993年（平成5年）1月20日に指定。
- 皆神山のクロサンショウウオの産卵地 - 1967年（昭和42年）11月1日に指定。

## 交通
- JR「長野駅」より車で約30分。
- 上信越自動車道「長野インターチェンジ」より車で約30分。